# Bezirksgericht Zürich

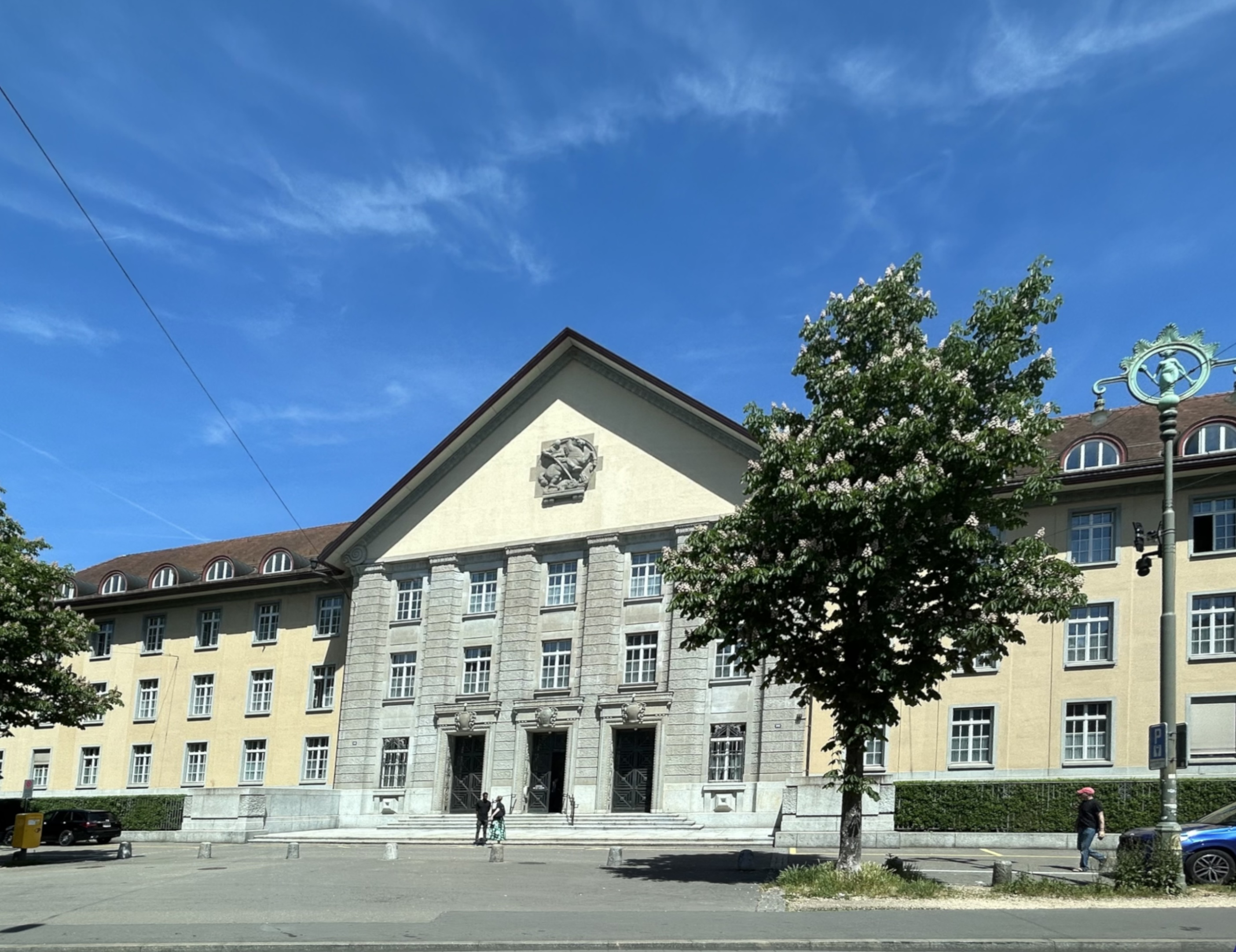
Bezirksgebäude Zürich

Das Bezirksgericht Zürich ist das grösste der zwölf Bezirksgerichte im Kanton Zürich. In seine Zuständigkeit fällt der Bezirk Zürich, der seit Mitte 1989 deckungsgleich mit der Stadtgemeinde Zürich ist. Jährlich werden rund 20'000 Verfahren bearbeitet.

## Standort
Das Gericht ist auf drei Standorte verteilt, der Hauptsitz und die zentrale Verwaltung sind im «Bezirksgebäude» an der Badenerstrasse 90 untergebracht, weitere Teile des Gerichts belegen die nahegelegenen Liegenschaften Wengistrasse 28 und 30. Die Zuständigkeit des Bezirksgerichts Zürich erstreckte sich aus historischen Gründen bis zum 1. Juli 2008 auch auf den Mitte 1989 abgespaltenen Bezirk Dietikon, der seither ein eigenes Bezirksgericht besitzt; bis zur Fertigstellung des neuen Bezirksgebäudes in Dietikon (Frühjahr 2010), war dieses räumlich weiterhin an der Wengistrasse 28 untergebracht.

## Organisation
Das Bezirksgericht Zürich setzt sich zusammen aus zehn Kollegialabteilungen (die 10. Abteilung wird aus dem ehemaligen Einzelrichteramt für Zivil- und Strafsachen gebildet), dem Arbeitsgericht (wiederum aufgeteilt in 4 Abteilungen), dem Einzelgericht Audienz (summarische Verfahren), dem Konkurs- und Nachlassrichteramt, dem Mietgericht, der Schlichtungsbehörde in Miet- und Pachtsachen sowie der Aufsichtsbehörde über die Betreibungs- und Konkursämter und die Friedensrichterämter. Die Bezirksrichter im Kanton Zürich werden vom Volk gewählt.

## Mitarbeiter
Rund 240 Juristen arbeiten für das Gericht. Daneben sind ungefähr 140 Mitarbeiter mit kaufmännischer Ausbildung oder aus technischen Berufen für das Gericht tätig. Präsidentin des Gerichts ist Marie Schurr (SP).

## Geschichte
Das Bezirksgericht Zürich wurde 1798 als «Distriktgericht» gegründet, hiess ab 1803 «Stadtbezirksgericht», ab 1814 «Amtsgericht» und trägt seit 1831 die heutige Bezeichnung. Bis zur Schaffung des Bundesverwaltungsgerichts im Jahre 2007 war es das grösste Gericht der Schweiz.